# L-Machine
La L-Machine est une machine Lisp distribuée par la société Symbolics en 1982, la première de la série Symbolics 3600.